# 1996년 롯데 자이언츠 시즌
1996년 롯데 자이언츠 시즌은 롯데 자이언츠가 KBO 리그에 참가한 15번째 시즌으로,  김용희 감독이 팀을 이끈 3번째 시즌이다. 팀은 8팀 중 정규시즌 5위에 그쳐 포스트시즌 진출에 실패했는데 시즌 전 마무리로 낙점된 김경환이 동계훈련 때부터 부상에 시달린 데다 윤학길 박동희 등 투수진과 이종운 전준호 박현승에 이어 시즌 후반 박정태마저 어깨부상 탓인지 94경기 출장에 멈추는 등 부상자가 속출한 것이 컸다.

## 타이틀
- KBO 골든글러브: 박정태 (2루수), 김응국 (외야수)
- 매직글러브: 공필성 (3루수), 김응국 (좌익수)
- 올스타 선발: 마해영 (1루수), 박정태 (2루수), 공필성 (3루수)
- 올스타전 추천선수: 주형광, 김응국, 임수혁
- 컴투스프로야구 레전드 카드: 주형광, 김응국
- 컴투스프로야구2022 타이틀홀더 라인업: 주형광 (선발투수)
- 컴투스프로야구 90년대 올스타: 주형광 (선발투수)
- 출장(타자): 김응국 (126)
- 3루타: 전준호 (9)
- 다승: 주형광 (18)(모두 선발)
- 탈삼진: 주형광 (221)

### 퓨처스리그
- 남부리그 홈런: 이지환 (5)
- 남부리그 4사구: 이지환 (33)

## 선수단
- 선발투수 : 주형광, 강상수, 박동희, 윤학길
- 구원투수 : 김태석, 박부성, 박지철, 가득염, 장승익, 김상현, 김태형, 이상번, 윤동배
- 마무리투수 : 박보현, 윤형배, 이재섭, 권영진, 김영복, 차명주
- 포수 : 임수혁, 강성우, 정호진, 배정훈, 김선일, 전봉석
- 1루수 : 마해영, 이지환
- 2루수 : 박정태
- 유격수 : 김민재, 김민호
- 3루수 : 박현승, 김미호, 한영준
- 좌익수 : 김응국, 박종일
- 중견수 : 김대익, 전준호, 손동일
- 우익수 : 김종훈, 김종헌, 김영일, 이종운
- 지명타자 : 공필성, 유필선, 조규철, 김옥일, 정학수, 박지환, 권재광

## 여담
- 윤학길은 KBO 리그 사상 최초로 개인 통산 100완투를 달성했다.
- 김민호와 한영준은 9월 7일 구단 사상 최초의 은퇴 경기를 치르고 은퇴했다.
- 윤동배는 이 시즌 총 4경기에 등판하여 도합 4.2이닝 7실점 0자책점이라는 진기한 기록을 남겼다. 이로 인해 WAR -0.19로 KBO 리그 역대 단일 시즌 평균자책점 0인 투수 중 최저 WAR 기록을 보유하고 있다.
- 임수혁은 이 시즌 쌍방울 레이더스와의 경기에서 희생플라이 4개를 기록하여 단일 시즌 쌍방울 레이더스와의 경기에서 최다 희생플라이를 기록한 선수가 되었다.
- 주형광은 이 시즌 쌍방울 레이더스와의 경기에서 43탈삼진을 기록하여 단일 시즌 쌍방울 레이더스와의 경기에서 최다 탈삼진을 기록한 선수가 되었다.
- 강상수는 원정 경기에서 10개의 희생플라이를 허용하여 KBO 리그 역대 단일 시즌 원정 경기 최다 기록을 세웠다.
- 이지환은 KBO 퓨처스리그 남부리그 홈런 1위를 차지하여 구단 사상 첫 KBO 퓨처스리그 타이틀 홀더가 되었다. 이전에도 퓨처스리그에서 구단 소속 선수가 특정 기록 1위를 한 적이 있지만, KBO 퓨처스리그에서는 1995년부터 타이틀 홀더를 정해 시상을 했기 때문이다.